# Michał Baranowski (dyrygent)
Michał Baranowski (ur. 29 lipca 1935 w Krakowie, zm. 7 grudnia 1963 w Katowicach) – polski dyrygent.

## Życiorys
Uczył się gry na fortepianie w szkole muzycznej im. Władysława Żeleńskiego w Krakowie, kształcił się również w zakresie teorii muzyki u Stefana Kisielewskiego. W latach 1951–1956 studiował w Państwowej Wyższej Szkole Muzycznej w Krakowie pod kierunkiem Artura Malawskiego (dyrygentura) i Stefanii Łobaczewskiej (teoria). W 1956 roku jako stypendysta Ministerstwa Kultury i Sztuki wyjechał do Pragi, gdzie odbył uzupełniające studia u Václava Smetáčka, uzyskując dyplom eksternistyczny z wyróżnieniem. Jako asystent Smetáčka występował z orkiestrą Konserwatorium Praskiego, uczestniczył także w festiwalu Praska Wiosna. Po powrocie do Polski w 1957 roku został asystentem dyrygenta, a następnie drugim dyrygentem Wielkiej Orkiestry Symfonicznej Polskiego Radia w Katowicach. W 1959 roku został wykładowcą Państwowej Wyższej Szkoły Muzycznej w Krakowie. Od 1961 roku pełnił funkcję dyrygenta Filharmonii Śląskiej.
Pisał artykuły i korespondencje do „Ruchu Muzycznego”. Był autorem muzyki ilustracyjnej do sztuk teatralnych i słuchowisk radiowych.